# Contea di Greeley (Kansas)
La contea di Greeley (in inglese Greeley County) è una contea dello Stato del Kansas, negli Stati Uniti. La popolazione al censimento del 2000 era di 1 534 abitanti. Il capoluogo di contea è Tribune

## Geografia fisica
Secondo lo United States Census Bureau, la contea ha una superficie di 2.2,020,81 km² di cui 2.2,020 km² è terra (100,00%) e 0,00 km² (0,00%) acque interne.

### Contee confinanti
- Wallace County (nord)
- Wichita County (est/ConfineCentral Time border)
- Hamilton County (sud)
- Prowers County, Colorado (sudovest)
- Kiowa County, Colorado (ovest)
- Cheyenne County, Colorado (nordovest)

### Evoluzione demografica

Piramide delle età

## Politica
A partire dal 1º gennaio 2009, la contea di Greeley e la città di Tribune hanno un governo unificato. Il governo è costituito da una commissione composta da cinque membri con due membri eletti dai residenti della città, due da residenti rurali e uno in generale.
Simile alla contea di Wyandotte, l'unica altra città-contea consolidata nello stato, parte della contea non era inclusa: Horace decise contro il consolidamento.

## Infrastrutture e trasporti

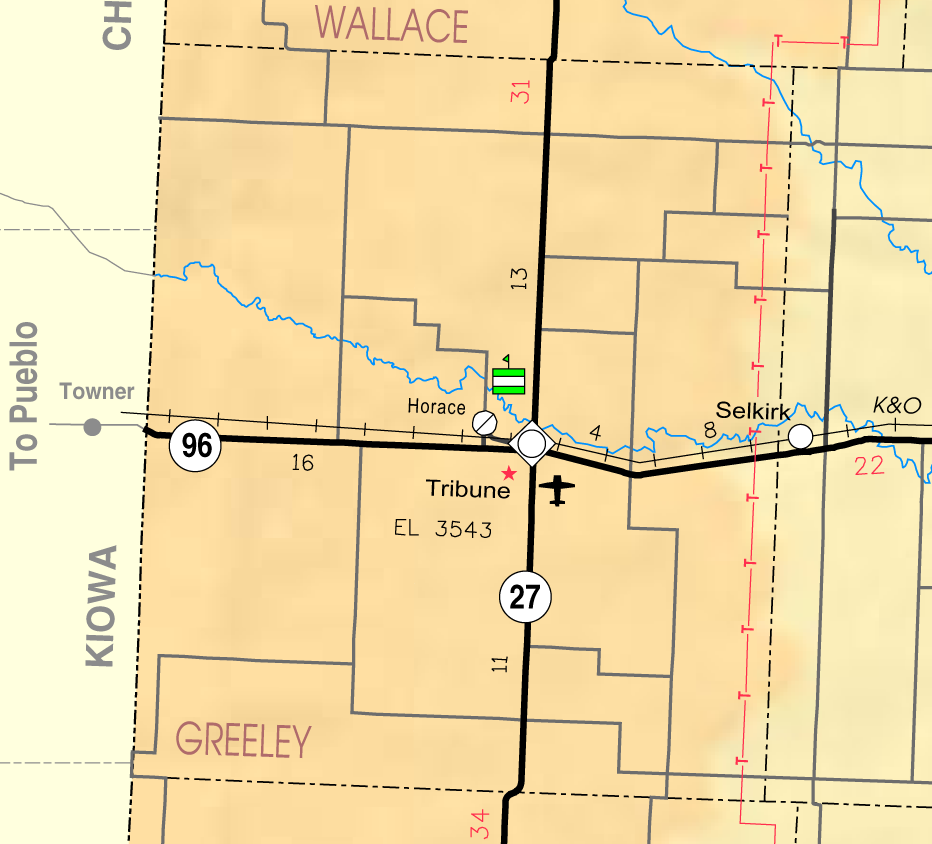
2005 KDOT Map of Greeley County (map legend)

### Strade
- Kansas Highway 27
- Kansas Highway 96

## Geografia antropica

### Città
- Horace
- Tribune

### Unincorporated community
- Astor

### Townships
La contea di Greeley era precedentemente divisa in tre townships. Tuttavia, nel 1992, Colony Township e Harrison Township furono unite in Tribune Township, lasciando solo una townships nella contea. Questo non è stato segnalato al censimento degli Stati Uniti fino al 2006, quindi il censimento del 2000 non ha riflettuto la fusione, ma il censimento del 2010 lo ha certificato.
Nessuna delle città all'interno della contea è considerata indipendente dal punto di vista governativo, e tutte le cifre relative alle township includono quelle delle città.
| Township | FIPS  | Capoluogo | Popolazione | Densità demografica /km² (/sq mi) | aree terrestri km² (sq mi) | superficie d'acqua km² (sq mi) | acqua % | Coordinate geografiche |
| --- | ----- | --------- | ----------- | --------------------------------- | -------------------------- | ------------------------------ | ------- | ---------------------- |
| Colony | 14975 |           | 172         | 0 (0)                             | 919 (355)                  | 0 (0)                          | 0%      | 38°28′10″N 101°55′42″W |
| Harrison | 30325 |           | 107         | 0 (1)                             | 511 (197)                  | 0 (0)                          | 0%      | 38°21′25″N 101°41′14″W |
| Tribune | 71475 | Tribune   | 1,255       | 2 (6)                             | 586 (226)                  | 0 (0)                          | 0%      | 38°31′51″N 101°44′36″W |
| Sources: Census 2000 U.S. Gazetteer Files, su census.gov, U.S. Census Bureau, Geography Division (archiviato dall'url originale il 2 agosto 2002). |       |           |             |                                   |                            |                                |         |                        |